# 彼得·格里戈連科
彼得·格里戈里耶維奇·格里戈連科（俄語：Пётр Григо́рьевич Григоре́нко，1907年2月4日—1987年8月26日）曾是蘇聯軍隊的烏克蘭裔高級司令官，他後來成為持不同政見者和作家，是蘇聯人權運動的奠基人之一。
在加入早期持不同政見者的行列之前，他在伏龍芝軍事學院擔任了16年的控制論教授。1970年代中期，格里戈連科幫助建立了莫斯科赫爾辛基小組和烏克蘭赫爾辛基小組，然後離開蘇聯前往美國接受醫療。蘇聯政府禁止他返回，他再也沒有回到蘇聯。用約瑟夫·艾爾索普的話說，格里戈連科公開譴責“隱藏在所謂蘇維埃民主主義面具下的極權主義”。

## 早年
1939年，他以優異的成績從庫比雪夫軍事工程學院和俄羅斯武裝部隊總參謀部軍事學院畢業。他參加了1939年在滿洲邊境和二戰期間針對日本的諾門坎戰役。1941年6月22日之後，他指揮部隊參加了初步戰鬥。戰爭期間，他指揮了一個步兵師三年。
格里戈連科在二戰期間晉升為高級軍官。戰後他作為資深軍人退出了職業生涯，並在伏龍芝軍事學院任教，晉升為少將軍銜。
1949年，格里戈連科的博士論文主題為“山區聯合進攻性戰鬥組織的特徵”。
1960年，他完成了博士論文，發表了超過70篇軍事科學著作。

## 在美國
1974年夏，格里戈連科暫時獲釋。1977年12月20日，格里戈連科被允許出國接受治療。在克格勃經營的特殊精神病院強行拘禁期間，他的健康受損。1977年，格里戈連科抵達美國，並被剝奪了蘇聯國籍。1970年代是蘇聯使用出國流放作為懲罰的高峰（與境内流放相比，後者在1930年代中期至1950年代初到達高峰）。通常的模式是出國或就醫旅行而被永久流放。同年，格里戈連科成為美國公民。
格里戈連科自1977年以來一直在美國，積極參與了烏克蘭赫爾辛基小組外國分支機構的活動。1978年7月23日，格里戈連科發表聲明，譴責蘇聯對不同政見者納坦·夏蘭斯基，亞歷山大·金茲堡和維克托拉斯·佩特庫斯的審判。
1979年在紐約，格里戈連科接受了包括美國精神病學協會主席艾倫·斯通（Alan A. Stone）在內的心理學家和精神病學家小組的檢查。該小組在格里戈連科未發現精神疾病的證據，也沒有發現與過去精神疾病相符的病史。他們的發現由Walter Reich起草並公佈。斯通寫道，蘇聯的精神病學有時是政治鎮壓的工具。
1. ↑  Chomsky, Noam. . The New York Review of Books. 21 August 1969  [2020-05-08]. （原始内容存档于2021-10-19）.
2. ↑  Gluzman, Semyon [Семён Глузман].  [A  comprehensive in absentia psychiatric opinion on the case of Grigorenko Pyotr Grigoryevich, b. 1907, an Ukrainian, Moscow resident (restored on the basis of a Samizdat copy)] (329). 2010  [28 January 2013]. （原始内容存档于2020-09-19） （俄语）. |journal=被忽略 (帮助)
3. ↑  Reddaway, Peter. . New York: American Heritage Press. 1972: 127. ISBN 978-0070513549.
4. ↑  Weeks, Albert. . Rowman & Littlefield Publishers. 2002: 95. ISBN 978-0742521919.
5. ↑  Barron, James. . The New York Times. 23 February 1987  [2020-05-11]. （原始内容存档于2017-11-08）.